# Hybrid Child
Hybrid Child (ハイブリッド・チャイルド Haiburiddo Chairudo?) es un manga one-shot escrito e ilustrado por Shungiku Nakamura, también creadora de reconocidos mangas como Junjō Romantica y Sekai-ichi Hatsukoi. Fue licenciado para su publicación en Estados Unidos por Digital Manga Publishing el 16 de junio de 2006. En 2005, un CD drama basado en el manga fue lanzado por Marine Entertainment. En 2011, se anunció que la obra sería adaptada a un OVA de cuatro partes, los cuales fueron dirigidos por Michio Fukuda.

## Argumento
Los Hybrid Child son androides infantiles creados específicamente para su cuidado, que, si se les brinda el amor y cariño suficiente, crecen. Sin embargo, no son completamente máquinas ni humanos y la mayoría de ellos son un reflejo de sus dueños, con quienes desarrollan fuertes lazos emocionales difíciles de romper. El manga se divide en tres historias de amor diferentes: el joven Kōtarō aprende la importancia de la responsabilidad cuando el tiempo de vida de su Hybrid Child se agota. El trágico espadachín Seya aprende a amar de nuevo con la ayuda de su Hybrid Child, Yuzu. El creador de los Hybrid Child, Kuroda, narra cómo fue que su trágico amor perdido inspiró su creación.

## Personajes
Kōtarō Izumi (和泉 小太郎 Izumi Kōtarō?)
Voz por: Jun Fukuyama (CD drama), Nobuhiko Okamoto (anime)
Kōtarō es el 16.º descendiente de la prestigiosa familia Izumi y protagonista de la primera historia. Es el actual jefe de la familia a pesar de ser bastante perezoso e infantil. Diariamente es regañado por Hazuki, un Hybrid Child a quien encontró y recogió en el basurero a la edad de ocho años. Al ver que Hazuki está muriendo, busca desesperadamente la "Gota de Luna" para salvarlo, un objeto milagroso que Kuroda le encargó bajo el pretexto de que podría salvarlo, demostrando así lo resistente y responsable que puede llegar a ser si la causa lo amerita.
Hazuki (葉月?)
Voz por: Kōsuke Toriumi (CD drama), Daisuke Hirakawa (anime)
Es un Hybrid Child que ha estado con Kōtarō desde los ocho años. Es frío, sereno y competente; vigila a Kōtarō diariamente y normalmente se encarga de que este haga sus deberes. Le tomó cinco años comenzar a moverse, y otro año y medio poder hablar. Es un Hybrid Child versión 0001, es decir, uno de los primeros modelos. Fue desechado a la basura tres veces por la familia de Kōtarō, pero a pesar de esto, este siempre volvió a recogerlo. Mientras Kōtarō busca desesperadamente la "Gota de Luna", Hazuki acepta tranquilamente que su cuerpo ya no aguantará mucho tiempo más.
Kuroda (黒田?)
Voz por: Kazuhiko Inoue (CD drama), Yūki Ono (anime)
Es el creador de los Hybrid Child, quien por lo general, no hace nada más que ocuparse de crear nuevos modelos de estos en su laboratorio. Antiguamente fue un oficial del ejército de un antiguo clan junto a sus amigos de la infancia, Tsukishima y Seya. Alrededor de esta fecha, Kuroda comenzó a crear los primeros Hybrid Child tomando como modelo a Tsukishima, a quien él amaba desde pequeño. Luego de perder a Tsukishima en la guerra, se convirtió en una persona amargada y solitaria. En la historia de Kōtarō y Hazuki, se sorprende por los cambios presentados en la apariencia de Hazuki, dado que es de los primeros y más antiguos modelos que fabricó.
Tsukishima (月島?)
Voz por: Hikaru Midorikawa (CD drama), Yoshitsugu Matsuoka (anime)
Fue un amigo de la infancia de Seya y Kuroda, y ministro de su clan. Sirvió como modelo para el primer Hybrid Child que Kuroda creó. Es joven y por lo general a la hora de una emergencia se preocupa demasiado. Suele ser víctima de los comentarios irónicos de Kuroda, pero a la vez tiene sentimientos por él aunque este no lo demuestre o admita. Comete harakiri para proteger la vida de su líder y clan al perder la guerra contra un clan enemigo. Su muerte afectó a Kuroda hasta el punto en el cual se convirtió en una persona amargada, solitaria e incapaz de amar de nuevo. 
Ichi Seya (瀬谷 壱 Seya Ichi?)
Voz por: Jun'ichi Suwabe (CD drama), Ryōhei Kimura (anime)
Seya es el amo de Yuzu y un exoficial del ejército que sirvió en el mismo clan que sus amigos; Kuroda y Tsukishima. Es querido por su calma, además de que Yuzu es importante para él. Tiene una gran relación de amistad con Kuroda (Kuroda, Tsukishima y Seya crecieron juntos y fueron amigos desde la infancia). Luego de que un antiguo enemigo lo atacara por una deuda pendiente, queda ciego, pero Yuzu permanece a su lado.
Yuzu (ゆず?)
Voz por: Kōki Miyata (CD drama), Tsubasa Yonaga (anime)
Es un Hybrid Child protagonista del segundo episodio. Es un niño inocente que admira y ama a Seya aunque se preocupa por el hecho de no crecer. También se preocupa por el estado de su amo, puesto que siempre lo ve en un campo de flores rojas pero no puede hacer nada para hablar con él ya que los sirvientes se lo prohíben. Lo único que quiere es crecer y serle de ayuda a su amo.